# ميغومي ياماغوتشي
ميغومي ياماغوتشي (باليابانية: 山口愛؛ بالكانا: やまぐち めぐみ) هي مؤدية صوت وممثلة يابانية، ولدت في 12 مايو 1997 في طوكيو في اليابان.

## وصلات خارجية
- ميغومي ياماغوتشي على موقع IMDb (الإنجليزية)
- ميغومي ياماغوتشي على موقع ميوزك برينز (الإنجليزية)
- ميغومي ياماغوتشي على موقع قاعدة بيانات الفيلم (الإنجليزية)